# Tritiummethode
Die Tritiummethode ist eine kostengünstige Analysemethode unter Verwendung des Wasserstoffisotops Tritium. Hauptanwendungsgebiete sind die Mineralwasserhydrogeologie, um detailliertere Einsichten in den Mineralwasserkreislauf zu erhalten, sowie die Ozeanografie und Limnologie, um genauere Auskunft über die Strömungsmuster von Gewässern zu gewinnen. Sie wird außerdem in der Geschichtsforschung zur Datierung von Weinen, Wasserproben und wasserhaltigen Funden ab 1954 verwendet.

## Anwendung

### Anwendung in der Mineralwasserhydrogeologie
In der Mineralwasserhydrogeologie wird die Tritiummethode vor allem als bewährtes Werkzeug zur Optimierung der Bewirtschaftung von Mineralwasservorkommen verwendet. Messungen des Gehaltes an Tritium ermöglichen Beobachtungen von hydrologischen Systemen in zeitlichen Maßstäben, welche durch direkte Messmethoden nicht in gleicher Weise erfasst werden können. Die zentrale Aufgabe liegt dabei bei der Altersbestimmung von Grund- und Mineralwässern. Man versteht bei solcherlei Gewässern die Zeitspanne, die das Wasser im Untergrund verweilte und zirkulierte, seit der Niederschlag im Untergrund versickert ist. Man spricht hier von der sogenannten Verweildauer. Sie ist ein Maß für die Dauer der Reinigungs- bzw. Filterwirkung des geologischen Untergrundes. Da sich im Grund- oder Mineralwasser jedoch die Niederschläge mehrerer Jahrgänge vermischen, lässt sich keine exakte Verweildauer errechnen, man spricht daher von einer mittleren Verweilzeit, kurz MVZ genannt. Speziell in der Tritiumgehaltsbestimmung sind mittlere Verweilzeiten von einigen Jahren bis zu mehreren Jahrzehnten möglich. Das heute in der Hydrosphäre vorhandene Tritium stammt zum größten Teil aus den Kernwaffenversuchen der Jahre 1953 bis 1963. Während der Niederschläge in diesen Jahren stieg die Tritiumkonzentration um mehr als das Tausendfache der natürlichen Konzentration an; seit Mitte der 1960er Jahre nimmt diese jedoch aufgrund der Einstellung der oberirdischen Kernwaffenversuche wieder kontinuierlich ab. 
Neben Verdünnungsvorgängen liegt dies vor allem an dem radioaktiven Zerfall (Halbwertszeit: 12,4 Jahre). In Mitteleuropa liegen die Tritiumgehalte zurzeit bei ca. 10 TU. Eine Tritiumeinheit (TU) ist dabei der Anteil von einem Tritium-Isotop auf 1018 1H-Atome. Bei 1 TU hat eine Probe eine Aktivität von 0,119 Bq/l.

### Anwendung in der Ozeanografie und der Limnologie
Ebenfalls findet die Tritiummethode in der Ozeanografie und der Limnologie Anwendung. Durch die Bestimmung der Tritiumkonzentration in unterschiedlichen Wasserschichten ist es möglich, das Strömungsmuster eines Gewässers sichtbar zu machen.

### Anwendung in der Geschichtsforschung
In der Geschichtsforschung ist es möglich, durch die Tritiumanalyse wasserhaltige Funde nach 1954 genau zu bestimmen. Vor allem bei der Datierung von Weinen wird diese Methode angewendet. Eine natürliche Menge an Tritium ist nur bei Weinen, die vor 1954 hergestellt wurden, enthalten. So ist es möglich, die Echtheit eines älteren Jahrgangs zu bestätigen.